# Ломовое (Архангельская область)
Ломовое — посёлок в Плесецком районе Архангельской области России. Входит в состав сельского поселения «Самодедское». До 2017 года был административным центром Холмогорского сельского поселения.
Посёлок Ломовое находится при станции Ломовое на севере Плесецкого района, южнее озера Ломовое. К северу от Ломового находится посёлок Тундра Лисестровского сельского поселения Приморского района, к югу — станции 1065 км и Лиственничный.
В Ломовом находился лагпункт Ягринского исправительно-трудового лагеря (Ягринлаг) НКВД.
До 2010 года в посёлке действовала лесопилка. На данный момент имеются школа, библиотека. Работала пекарня до 2016 года,была примечательна тем что хлеб готовился по старинным рецептам. Так же ранее в посёлке планировалось построить два двухэтажных кирпичных здания, а именно детский сад и жилой дом. После распада СССР эти проекты были заморожены, и в итоге забыты.
В настоящее время рядом с посёлком проходит газопровод идущий вдоль линий ЛЭП чуть восточнее посёлка.
Уникальна природа этих мест. Имеется родник с чистейшей водой. Рядом с посёлком находится большое множество озёр и лесов. Здесь обитают множество диких животных таких как рыси, волки, медведи и т. д. Сюда приезжают туристы, рыбаки, грибники, и охотники со всей Архангельской области.

## Население
| 2002 | 2010 | 2012 |
| ---- | ---- | ---- |
| 668  | ↘425 | ↗579 |

Численность населения посёлка на станции, по данным Всероссийской переписи населения 2010 года, составляла 425 человек.

### Карты
- Ломовое. Публичная кадастровая карта
- Топографическая карта Q-37-142-C,D